# توماس شترينجبيرجر
توماس سترينجبيرجير (بالألمانية: Thomas Strengberger) مواليد 5 أكتوبر 1975، هو لاعب كرة مضرب نمساوي سابق وكان يلعب باليد اليمنى. أعلى تصنيف له في الفردي كان المركز الـ 447 في سنة 1996. أعلى تصنيف له في الزوجي كان المركز الـ 135 في سنة 1999.

## النهائيات

### الزوجي: 1 (0–1)
| الحصيلة | الرقم | السنة | الدورة            | الأرضية | الشريك       | المنافس في النهائي          | النتيجة في النهائي |
| ------- | ----- | ----- | ----------------- | ------- | ------------ | --------------------------- | ------------------ |
| الوصافة | 1.    | 1997  | كيتزبوهيل، النمسا | ترابية  | توماس باشمير | واين آرثرز ريتشارد فرومبيرج | 4–6, 3–6           |

## روابط خارجية
- توماس سترينجبيرجير على موقع رابطة محترفي التنس (الإنجليزية)
- توماس سترينجبيرجير على موقع الاتحاد الدولي لكرة المضرب (الإنجليزية)
- توماس سترينجبيرجير على موقع كأس ديفيز (الإنجليزية)
- توماس سترينجبيرجير على موقع خلاصة التنس.كوم (الإنجليزية)